# Joaquín Trincado Mateo

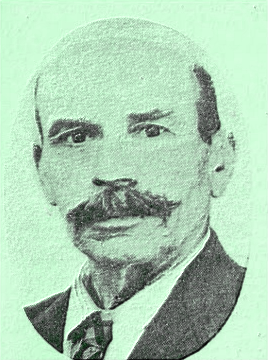
Joaquín Trincado Mateo (1866-1935), fundador en Buenos Aires (Argentina) en 1911, de la Escuela Magnético Espiritual de la Comuna Universal.

Joaquín Trincado Mateo (Navarra, 19 de agosto de 1866-Buenos Aires, 6 de diciembre de 1935) fue un escritor espiritista español. En 1911 fundó la EME de la CU (Escuela Magnético-Espiritual de la Comuna Universal) en Buenos Aires (Argentina).

## Biografía

### Juventud y familia
Trincado Mateo nació el 19 de agosto de 1866 en la población navarra de Cintruénigo en España, en el seno de una familia obrera. Sus padres, Ignacio Trincado Alfaro y Romualda Mateo de Ayala se casaron el 13 de abril de 1856.
Realizó estudios con los jesuitas con quien estuvo 18 meses. Luego estudió electricidad y fue de los primeros ingenieros eléctricos en participar en el alumbrado público de Madrid, España. En 1903, cuando contaba con 37 años de edad, viajó a la Argentina en el carguero Berenguer el Grande. Con su partida a Argentina, dejó a su familia en España, incluida mujer e hijos. Esta rama de la familia todavía conserva el apellido Trincado. Una vez en Argentina, Joaquín Trincado Mateo se volvió a casar y creó una nueva familia.
En Buenos Aires se hizo miembro de la asociación espiritista "La Constanza", dejando el grupo algún tiempo después con varios seguidores. En 1910 abrió un «oratorio» en su casa, en el que realizaba a diario espiritistas en las que participaban la médium hablante Mariana Palacios, el médium de posesión Pedro Portillo y el vidente José González. Fruto de esas sesiones escribió varios textos dictados por «espíritus superiores».

### Fundación de la EME de la CU
El 20 de septiembre de 1911, Trincado fundó la EME de la CU (Escuela Magnético-Espiritual de la Comuna Universal).
Joaquín Trincado afirma haber viajado al «Oriente de Jerusalén», donde fue recibido por los guardianes esenios de la Escuela cábala. Afirmando que estos le dieron la orden de abrir una escuela, una continuación de la escuela esénica fundada por Moisés para que fuera «una puerta abierta para todo el mundo, destruyendo sofismas, mentiras y tergiversaciones de la vida personal de los grandes profetas».
Participó activamente en el proyecto de integración de países de lengua española llegando a realizar, el 2 de octubre de 1921, una invitación para que se integraran en la Unión Hispano-Americana-Oceánica (UHAO) con el símbolo de la bandera de siete colores del arco iris y el Árbol de Guernica.
En 1925 fundó la Organización Templo Azul Racionalista (Otar) para la unificación de los científicos e intelectuales y luego el «Círculo Defensor del Maestro», para unir a la educación laica que los maestros deben enseñar a otros profesores / instructores. El 25 de julio de 1931, fundó la Colonia «Jaime» en Santiago del Estero, Argentina.
En los primeros 24 años de existencia de la EME de la CU se abrieron 184 sucursales en varias provincias argentinas, y en España, Cuba,
El Salvador,
Estados Unidos,
Guatemala,
Honduras,
México,
Nicaragua,
Puerto Rico,
República Dominicana,
Uruguay,
Colombia y
Venezuela.
Para la operación administrativa de su escuela, estableció una rígida disciplina basadas en sus estatutos, circulares y artículos de la revista oficial La Balanza (el saldo) ―de los cuales se conservan copias de 272 números―, con «instrucciones legales a los gobiernos del mundo».[cita requerida]
Trincado escribió muchas obras sobre el espiritismo racionalista. Con el argumento de que sus escritos no perdieran riqueza no dejó que estos fueran traducidos a otros idiomas.

### La Colonia Jaime en Santiago del Estero
El 25 de julio de 1932 dirigió la fundación de la Colonia Jaime, ocupando una superficie de 549 hectáreas, en el km 711 de la Ruta Nacional 34, en el departamento Robles en la norteña provincia de Santiago del Estero (Argentina), que todavía existe.
En la actualidad todavía viven 25 familias (87 personas entre niños, jóvenes y adultos) oriundas del mismo Santiago del Estero, y de las provincias de Tucumán, Santa Fe, Buenos Aires y la República de Ecuador. También creó la Colonia Los Libertadores.

### Muerte y legado
Joaquín Trincado muere el 6 de diciembre de 1935; pasando su esposa, María Mercedes Riglos Cosis, a hacerse cargo de su obra y cuando ella fallece fue su hijo mayor, Juan Donato Trincado Riglos, quien ocupó su puesto, hasta su muerte en 1992.

## Doctrina
«Existencia de un único creador «Eloí», «La substancia es una y todas las humanidades, una sola humanidad solidarizada en una sola fraternidad eterna y universal llamada espiritismo», «Vida eterna y continuada», «Progreso indefinido e infinito», «La necesidad de la reencarnación para alcanzar el progreso» y «Pluralidad de los mundos habitados».
La presentación que Trincado realiza de su doctrina es científica y afirma "El espiritismo luz y verdad, estudia, investiga, inquiere, pesa, analiza, comprueba y hace axiomas y leyes, que deja al libre examen de los hombres y no admite fanáticos, sistemáticos, dogmáticos, detractores, mistificadores, ni supercheros. No se impone, se expone"[cita requerida].

### Espíritu y metafísica
El espíritu es la base en las obras de trincado, al cual define como la causa innata de todo ingenio y razón humana, es el modulador de todas las leyes que representan la vida o la razón pura metafísica y partícula consubstancial coeterna de la causa original y única llamada Eloí, al cual el filósofo define como centro vibratorio y padre o raíz de los espíritus. El espíritu es la voluntad de Eloí con la cual modula su pensamiento o substancia única universal: éter, alma o electricidad.
En su obra «Conócete a ti mismo» lo define así:

Para la vida universal, demostrada en los cuerpos, mundos y hombres, el espíritu es la metafísica, porque hace evolucionar todas las moléculas del infinito que han de reunirse en un solo cuerpo o demostración física; y por lo tanto es el espíritu el guarismo imaginario o el ideal de la razón, y es así la matemática pura; lo mismo que para el espíritu, la metafísica y guarismo indescifrable que todo lo metamorfosea para llegar por sus leyes al estado físico demostrativo; es pues, Eloí el guarismo abstracto para la materia, pero el guarismo ideal para el espíritu.

De ese ideal del espíritu nace la razón, que primero idea por esos espacios, por ese éter infinito, y, razonado, de la idea llega a la realidad de la matemática y el ideal se convierte en realidad tangible, que la medimos y la pesamos aún abstractamente; en esa medida y en esa pesada, pesamos y medimos la vida, el espíritu y el Creador, raíz de esas matemáticas que nos enseñan el peso y las medidas de las cosas en su estado físico.
Conócete a ti mismo

El espíritu es sencillo y no ignorante pero como tiene que vivir en sus obras para perfeccionarlas este se embota en los instintos de la carne y es cuando empieza su lucha de los cuales derivan los distintos grados de progreso espiritual.

### Substancia: Éter o Electricidad
Joquín Trincado afirma que «Éter, electricidad o alma, es la substancia universal de la cual todo elemento y cuerpo derivan».

Éter, Alma, o Electricidad, decimos la misma cosa y es la única sustancia existente, de la cual, la Electricidad en todos sus fenómenos, es la materialización del Éter en sus ondas que, llevadas a la Matemática por las leyes de Ampere, Ohm y Joule, podemos afirmar, que medimos y pesamos el Alma Universal,
Conócete a ti mismo

Pero el éter que todo lo llena, que a todo le da alma para sus formas que en sí mismo no puede dárselo porque no posee inteligencia, voluntad. Como la inteligencia y la voluntad son solo del espíritu que es el ordenador y creador de todas las demostraciones de vida, y estas no es posible verlas, ni existen sino compuestas de éter, material o substancia única que el espíritu encuentra para crear las formas que demuestren la vida, por lo cual electricidad y espíritu son inseparables; y eso es lo que manejan todos los hombres, sin serles posible obrar nada sin ese todo.

### Filosofía política
Trincado propone como sistema político «La Comuna Universal de Amor y Ley» al que afirma es el reino de justicia espiritual anunciado por Jesús. La «comuna espiritual» es un orden mundial de perfección relativa de todos los progresos y ciencias en un solo principio de sabiduría; el espiritismo racional. En ese reino la ley es conocerse a sí mismo y respetar al prójimo, lo que es igual a adorar solo a Eloi en el templo único del Universo y sobre el corazón del hombre por altar, oficiando el único y supremo sacerdote, el espíritu.

LA COMUNA COMO BANDERA Y EL ESPIRITISMO COMO CREDO
Nada hay más bello y armónico que la comuna como régimen y nada hay más grande de Eloí abajo que el espiritismo, porque es el credo universal. Decir comuna, es decir justicia; y decir espiritismo, es decir Eloí; por lo que espiritismo es todo, desde el microscópico e impalpable electrón hasta Eloí, en lo intangible, y desde el más rústico mineral hasta el hombre en su estado más bello, en lo tangible.
Conócete a ti mismo

Trincado indica que la humanidad no puede estar dividida en clases sociales y reconoce como justas las reivindicaciones del movimiento obrero pero rechaza el comunismo violento afirmando que llevarían de nuevo a un control del poder por parte de la supremacía religiosa y no del pueblo. Piensa que el socialismo es el puente entre la esclavitud y la libertad pero que no se concretó porque la religión aprovecha el defecto congénito del hombre, el egoísmo, que es utilizado por la religión para infiltrar entre los «librepensadores» desde dentro, incitándolos a rebeliones que sean pretexto para su reprensión. En su libro Filosofía austera racional dice:

En sus doctrinas es así y ha visto, aunque tarde, que el primer socialista en verdad es Jesús revolucionario y mártir de los sacerdotes, y la lógica nos enseña que: si la religión fue causa del asesinato de Jesús, y siendo los socialistas los continuadores de aquel protestante, serán los sacerdotes los que deshagan el partido socialista. Y así está demostrado en mil formas que vemos.
El triunfo de las religiones consiste en la mayor división posible de los núcleos de fuerza y el socialismo se encuentra casi atomizado y hecho una babilonia ininteligible: tanto que hay grupos socialistas tan fanáticamente cristianos, que la religión católica faltará a su deber si no los canoniza declarándolos santos.
Hecho un análisis espectral, no se encuentra diferencia entre religión y socialismo, y debían ser los dos extremos imposibles de juntarse, pero no sólo se han juntado, sino que se han confundido. ¿Cómo se obró el... milagro?..., pues haciéndose hipócritamente socialistas los religiosos.
Filosofía austera racional

### Religión
Trincado afirma que «la religión llama dios a las pasiones del sacerdote y es ese el mismo actor quien manipula la expansión espiritual natural del ser humano, creando rituales y dogmas que lleven al extremo la superstición y fanatismo en el pueblo, mermando así el progreso espiritual, científico y ético del individuo para poder esclavizar las conciencias y la vida en su totalidad».[cita requerida] Por lo tanto, Joaquín Trincado, no es religioso, respetando la ideología de cada quien, se considera antirreligioso.
Trincado afirma que la religión ha mixtificado las figuras de Jesús de Nazaret y todos los profetas de la escuela esénica de Moisés para su fundación. Dice que en nombre de Jesús se han ejecutado crímenes horrorosos siendo todo lo contrario a su predica, en su obra Conócete a ti mismo dice:

Jesús, que decía en su humildad de corazón: "Aprended de mí, que soy manso y humilde de corazón"; "Si no hiciéreis lo que yo hago, no entraréis en el reino de mi padre”; Jesús que no tuvo dónde reclinar la cabeza en propiedad; Jesús, que llevó su amor al extremo de sufrir la muerte más ignominiosa dada por los sacerdotes; Jesús, que si entró al templo fue porque allí encontraba a los hombres y allí les enseñaba la humildad, la libertad, el respeto y el amor; Jesús que hasta su saludo era siempre: “La paz sea con vosotros"; Jesús, que imponía: "Dar al César lo que es del César y a Dios lo que es de Dios", es antepuesto a Dios; es puesto como baluarte contra el amor, por la caridad; contra el respeto mutuo, por el desprecio; contra la libertad, por la opresión; contra la humildad, por el orgullo; contra la pobreza, por la avaricia, el acaparamiento y el boato; contra la justicia, por la injusticia, y por fin, los que se dicen ministros suyos hacen todo lo contrario que él hiciera; y con todo esto, es hecho ídolo y llevado a la guerra él, que anunciaba siempre la paz.
Conócete a ti mismo

## Obras
Entre sus textos más representativos se encuentran los siguientes:
- Conócete a ti mismo
- Los extremos se tocan
- Cuestionario espírita
- Discurso del obispo Strossmayer
- Buscando a Dios y Asiento del Dios Amor
- Filosofía austera racional
- Los cinco amores
- Profilaxis de la vida
- Jesús hombre no dios
- La verdadera vida de María de Jericó
- La revolución de México y el crimen de Norteamérica
- Magnetismo en su origen
- Primer rayo de luz
- Filosofía enciclopédica universal
- Alfaquí vademécum
- Tercera etapa
- Código de amor
- Espiritismo estudiado
- Historia verdadera de María de Nazareth
- El Espiritismo en su asiento
- Código de Amor Universal

Solo 18 de sus 40 obras han sido publicadas, y las demás están inéditas.